# Brecht Vandenbroucke
Pour les articles homonymes, voir Vandenbroek.
Brecht Vandenbroucke, né en 1986 à Furnes (province de Flandre-Occidentale), est un illustrateur, dessinateur de presse et auteur de bande dessinée belge néerlandophone.

## Biographie
Brecht Vandenbroucke naît en 1986 à Furnes.
Il étudie l'illustration à l'Institut Saint-Luc à Gand où il a pour professeurs Ever Meulen et Steve Michiels.
Jeune diplômé, il travaille comme illustrateur indépendant pour de nombreux magazines. Il publie dans la presse écrite et collabore en Belgique à De Morgen, De Standaard, Humo et aux États-Unis au quotidien The New York Times ainsi qu'en France dans Le Monde diplomatique et Les Inrockuptibles.
En 2013, il publie un roman graphique sans parole White Cube [« Cube blanc »] chez Bries, et l'année suivante la réédition est publiée dans la collection « Actes Sud BD » aux éditions Actes Sud.
Il participe aussi à l'album collectif René Magritte vu par chez le même éditeur en 2016.
Il participe à des expositions collectives partout dans le monde. Il travaille sur différents supports : t-shirts, posters ou pochettes de vinyles, et il définit lui-même son style comme quelque part « entre le Bauhaus et Mickey Mouse ». Ce gantois en digne héritier d’Ever Meulen ou Joost Swarte, trouve son propre langage dans un travail de peintures déclinées en saynètes pleines de références explicites à l’histoire de l’art. Ses plus grandes peintures sont un mélange coloré de références pop, de personnages et d'animaux, avec des thèmes allant de l'apocalypse à la vie quotidienne.
En 2021, il sort Shady aux éditions Bries. Le livre est traduit en français et publié aux éditions Même Pas Mal en mai 2024.
Il rend hommage à Ever Meulen lors de l’exposition Ever Meulen and Friends qui a eu lieu à Bruxelles en octobre 2017.
Parmi ses influences graphiques figurent Mark Beyer, Atak, Charlotte Solomon, Roland Topor, René Magritte, Henry Darger, David Shrigley, Daisuke Ichiba et Glen Baxter,.

### Vie privée
Il vit à Gand en 2023.

## Œuvres

### Albums de bande dessinée
en français

#### White Cube
- White Cube, Bries, Borgerhout, janvier 2013
Scénario, dessin et couleurs : Brecht Vandenbroucke -  (ISBN 9789461740076)
- White Cube, Actes Sud, coll. « Actes Sud BD », Angoulême, 2 avril 2014
Scénario, dessin et couleurs : Brecht Vandenbroucke -  (ISBN 9789461740076)

#### One shot
- Shady, Même Pas Mal, Marseille, 3 mai 2024
Scénario, dessin et couleurs : Brecht Vandenbroucke -  (ISBN 978-2918645764)

### Collectifs
- René Magritte vu par, Actes Sud, Angoulême, 21 septembre 2016
Scénario : David B. - Dessin : collectif dont Brecht Vandenbroucke - Couleurs : quadrichromie -  (ISBN 9782330065959)

### Expositions collectives
- Art Is Comic[10], artistes : Brecht Vandenbroucke, Mon Colonel et Spit, Brecht Evens, HuskMitNavn, Jean Jullien, Joan Cornellà, Mima, Molenbeek-Saint-Jean, du 23 juin au 31 décembre 2017.
- La nouvelle BD flamande, Centre belge de la bande dessinée, Bruxelles, du 19 septembre 2017 au 3 juin 2018[11].

#### Livres
: document utilisé comme source pour la rédaction de cet article.
- Philippe Mellot, Michel Denni, Laurent Turpin et Isabelle Morzadec, Trésors de la bande dessinée : BDM 2023-2024 - Catalogue encyclopédique et Argus, Paris, Les Arènes, novembre 2022, 23e éd., 1677 p., ill. ; 23 cm (ISBN 9791037507280, OCLC 1351462460, présentation en ligne), p. 1462. .

#### Articles
- Brecht Vandenbroucke (interviewé par Shesivan alias Patrick Verlinden), « White Cube - Brecht Vandenbroucke dans le lard de l'art », Génération BD,‎ 20 avril 2013 (lire en ligne, consulté le 6 septembre 2023).